# Gildapil
Gildapil (Gilapil) ist ein osttimoresisches Suco im Verwaltungsamt Lolotoe (Gemeinde Bobonaro).

## Geographie

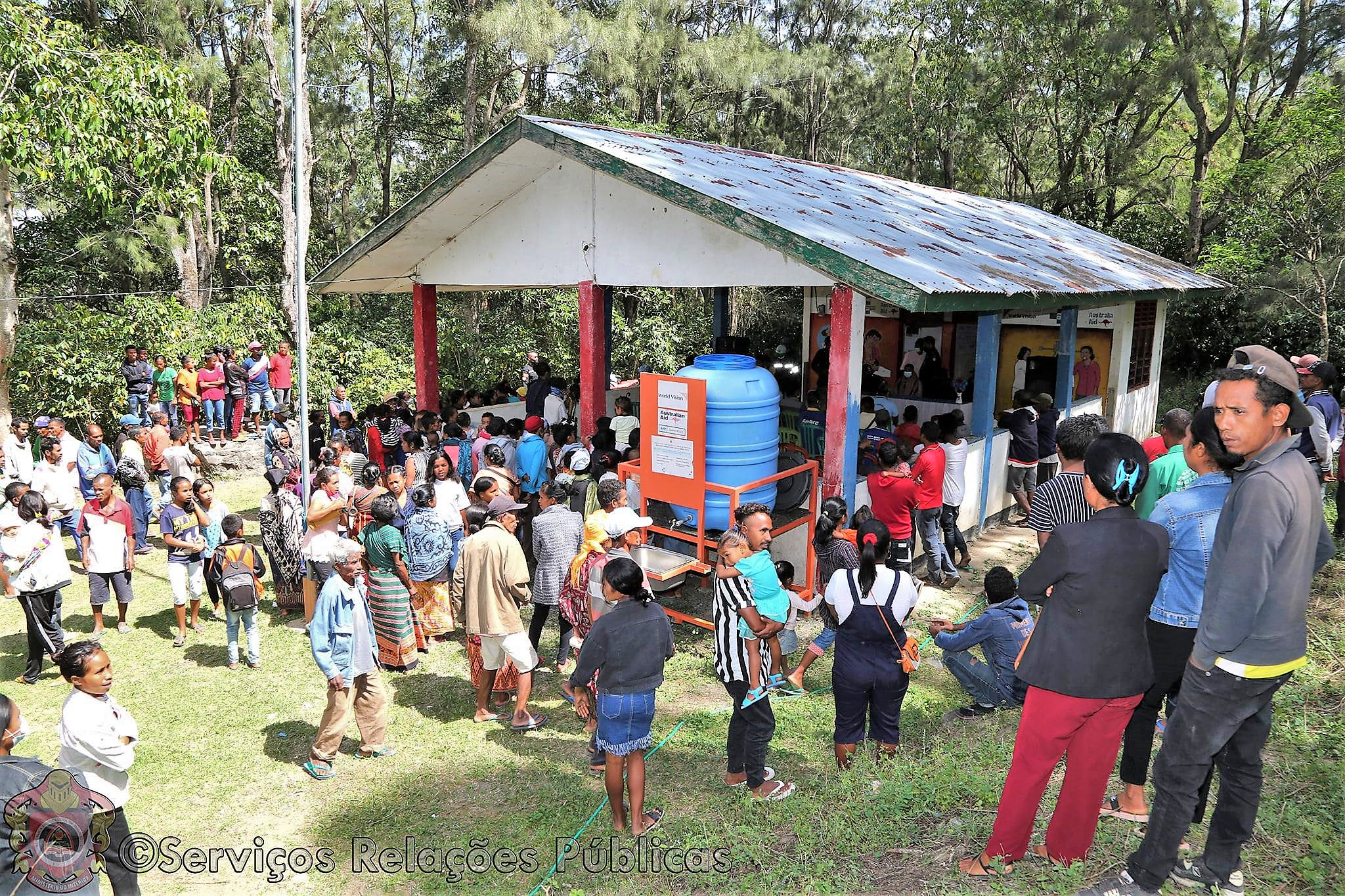
Der Sitz des Sucos im gleichnamigen Ort

Gildapil liegt im Nordwesten des Verwaltungsamts Lolotoe. Westlich und südlich liegt der Suco Lebos, östlich der Suco Lontas (beide im Verwaltungsamt Lolotoe), nordöstlich der Suco Leber (Verwaltungsamt Bobonaro) und nordwestlich der Suco Saburai (Verwaltungsamt Maliana). Die Wasserläufe, die im Westen von Gildapil entspringen fließen zum Malibaca, dem Grenzfluss zu Indonesien weiter im Westen. Der kleine Fluss zwischen Lebos und Gildapil heißt Phicigi.
Im Nordosten liegen mit dem Lacus (1733 m, Lage), dem  Zeman (1664 m, Lage) und an der Grenze zu Lontas dem Luhito (1691 m, Lage) die höchsten Berge Lolotoes. Der Taswa (1301 m, Lage) liegt im Nordwesten von Gildapil.
Der Suco hat eine Fläche von 11,83 km² und teilt sich in die zwei Aldeias Atos (Atus) im Norden und Westen und Gildapil im Süden und Osten.
Das Dorf Gildapil liegt im Süden des Sucos auf einer Meereshöhe von 890 m. Hier gibt es ein Hospital, eine Kapelle und eine Grundschule. Die Gemeindehauptstadt Maliana ist über eine kleine Straße 37 km entfernt. Die Einwohner Gildapils kürzen den Weg dorthin über einen Fußpfad ab, wenn sie zum Markt von Maliana gehen, um dort ihren Kaffee zu verkaufen oder Reis einzukaufen.
Im Nordosten befinden sich durch einen Bach getrennt die Orte Atos und Sassa (Sasa). Südlich von Atos fließt ein Nebenfluss des Malibaca. In Sassa befinden sich eine Kapelle und ein Friedhof, in Atos eine Grundschule. Die Station Bora der Grenzpolizei UPF liegt ebenfalls in Gildapil.

## Einwohner

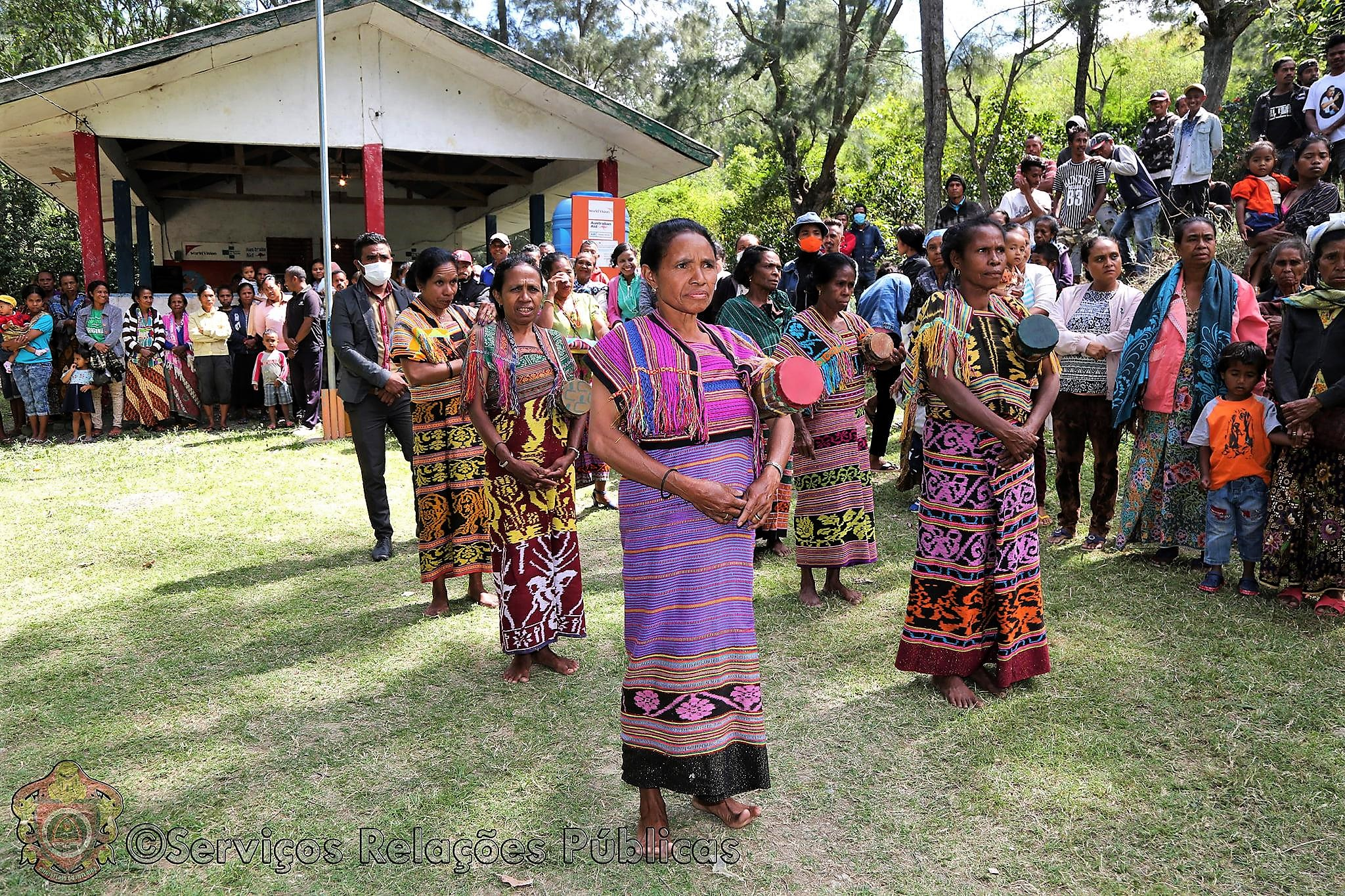
Begrüßungstanz in Gildapil

Im Suco leben 1.165 Einwohner (2022), davon sind 560 Männer und 605 Frauen. Im Suco gibt es 273 Haushalte. Fast 100 % der Einwohner geben Bunak als ihre Muttersprache an. Nur eine kleine Minderheit spricht Tetum Prasa.

## Geschichte

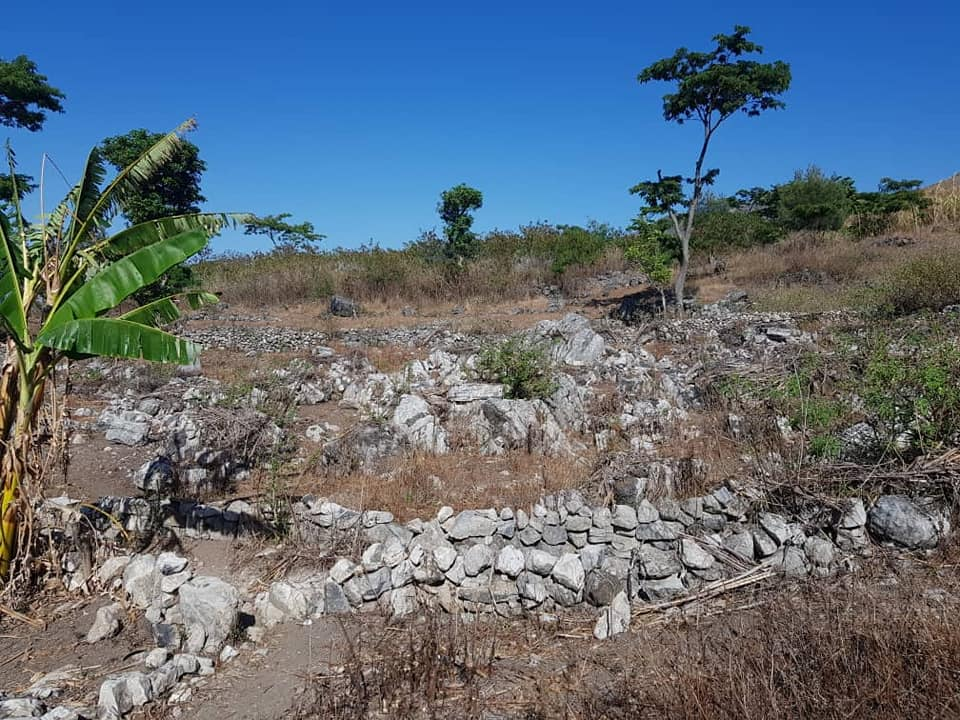
Steinmauern in Gildapil

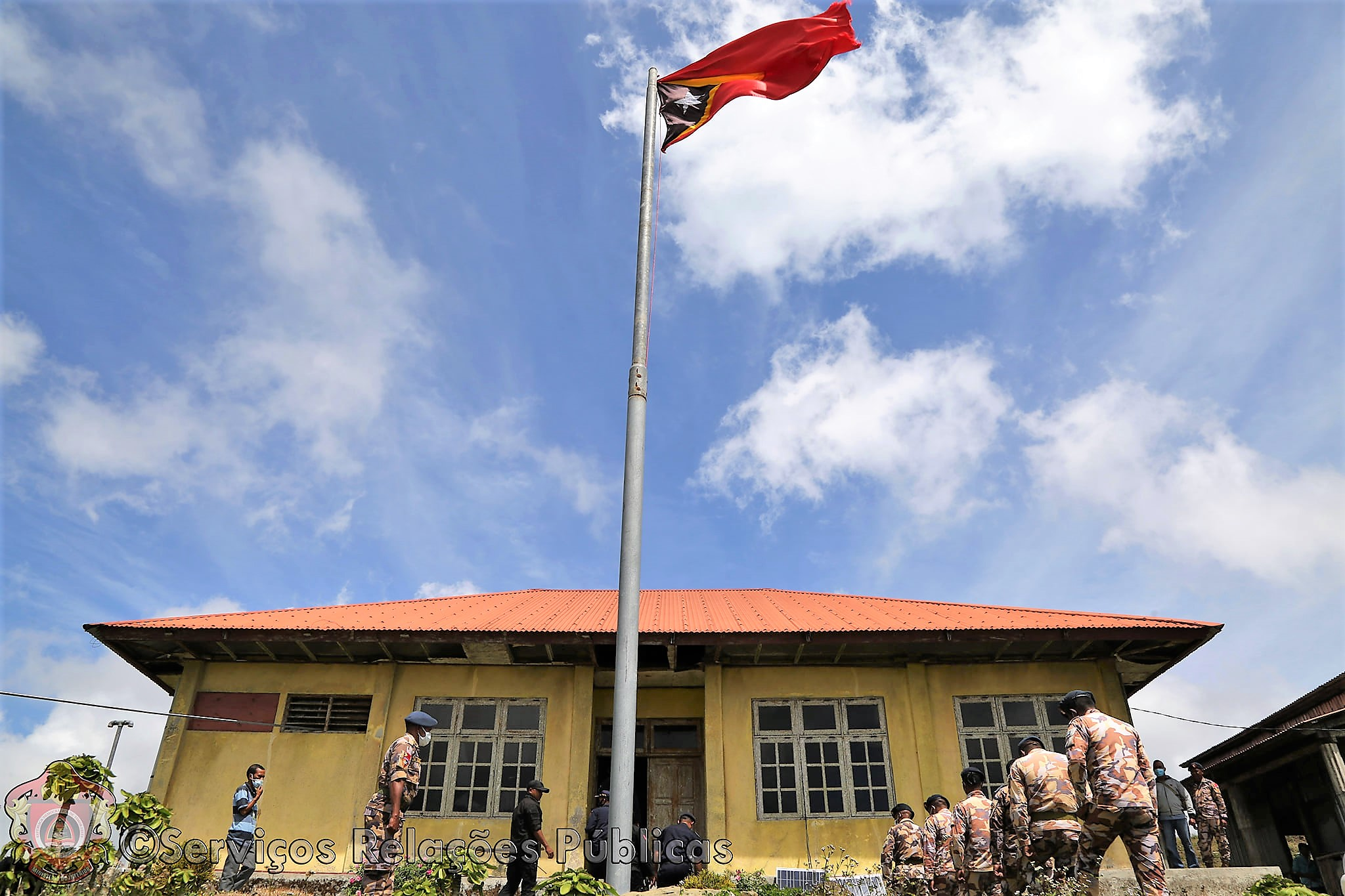
Der Posten Bora der UPF

Ende 2009 wurde ein 15-jähriges Mädchen vom ehemaligen Chefe de Aldeia von Atos ermordet. Deren Vater hatte in der Kommunalwahl im Oktober den Anhänger der FRETILIN besiegt. Mörder und ein Helfer konnten festgenommen werden. Trotzdem wurde gemeldet, dass Mädchen sei Opfer von einer Bande geworden, die sich als Ninjas verkleidet hatte und angeblich die Menschen in der Region terrorisiert. Die Regierung ordnete daher eine großangelegte Polizeiaktion an, die Jagd auf die Ninjas machen sollte. Einige Beobachter kritisieren, dass die Regierung die Gerüchte nutze, um die Bevölkerung einzuschüchtern; die Polizei soll mit unangemessener Brutalität vorgegangen sein.

## Politik
Bei den Wahlen von 2004/2005 wurde Americo Pereira zum Chefe de Suco gewählt. Bei den Wahlen 2009 gewann Afonso Pereira und 2016 Emiliano Noronha, der 2023 in seinem Amt bestätigt wurde.